# Агенорід
Агенорі́д (грец. Ἀγηνορίδης) — син або нащадок Агенора.
Вважається засновником міста Фіви в Беотії. Також інколи в легендах його іменують Кадм. Як Агенорід згаданий в «Метаморфозах» Назона Публія Овідія.